# Race 3
Race 3 é um filme de ação Indiano na língua Hindi dirigido por Remo D'Souza e produzido sob Tips Films & Salman Khan Films. O filme tem a participação de Salman Khan, Anil Kapoor, Bobby Deol, Jaqueline Fernandes e Daisy Shah. É a terceira sequência dos filmes da série Race. O filme foi lançado em 15 de junho de 2018 coincidindo com o Eid.

## Elenco
- Salman Khan[2] como Sikander.
- Anil Kapoor como Shamsher
- Jaqueline Fernandes[2] como Jessica
- Bobby Deol[2] como Yash
- Daisy Shah como Sanjana
- Saqib Saleem[2] como Suraj
- Freddy Daruwala como Rana
- Narendra Jha como Khanna
- Sonakshi Sinha em um aparição cameo para uma música

## Produção

### Filmagem
A fotografia principal vai teve lugar em Abu Dhabi por 35 dias em seis locais diferentes, incluindo o Emirates Palace, Yas Viceroy, St. Regis, Centro de Exibição Nacional de Abu Dhabi (ADNEC), Emirates Steel e Liwa Desert. É o quinto filme de Bollywood a ser gravado na cidade depois de Baby, Dishoom, Bang Bang! e Tiger Zinda Hai.

### Trilha Sonora
Pritam, JAM8, Vishal Mishra, Meet Bros, Vicky Raja, Hardik Acharya, DJ PC & Shivay Vyas irão compor para a trilha sonora do filme. As letras serão escritas por Kumaar, Shabbir Ahmed, Vicky Raja, DJ PC & Salman Khan. Cantores confirmados são Atif Aslam, Kamaal Khan, Mika Singh, DJ PC & Neeraj Shridhar.